# Você Partiu Meu Coração
"Você Partiu Meu Coração" é uma canção do artista musical brasileiro Nego do Borel que conta com a participação especial dos artistas musicais compatriotas Anitta e Wesley Safadão. Foi lançada oficialmente em 10 de janeiro de 2017. Foi composta por Umberto Tavares, Jefferson Junior e Romeu R3.

## Vídeo musical
O videoclipe da canção foi gravado no dia 3 de fevereiro de 2017 nas ruas do Rio de Janeiro, trazendo decorações de Carnaval e a roupa de Anitta inspirada pelo tema, uma vez que seria lançado pouco antes do evento. Wesley gravou sua parte separadamente, uma vez que não interferia na história original do casal central. O vídeo foi dirigido por Mess Santos e Phill Mendonça, que já haviam trabalhado com Anitta e Nego em outros projetos. O lançamento oficial ocorreu em 19 de fevereiro.
No vídeo, Nego e Anitta formam um casal que é abalado quando ele descobre que sua amada está o traindo quando chega uma vídeo-carta do amante, interpretado por Wesley. O rapaz decide então mostrar que não se importa e que irá curtir a vida com todas as garotas do bairro, embora continue atrás da amada, que passa a desprezá-lo. O roteiro foi inspirado no romance clássico de Jorge Amado, Dona Flor e Seus Dois Maridos. O trabalho contabilizou 2,8 milhões de visualizações nas primeiras 24 horas, sendo o segundo com maior número no primeiro dia, atrás apenas de "Sim ou Não", de Anitta.

## Apresentações ao vivo
Nego e Anitta interpretaram "Você Partiu Meu Coração" pela primeira vez em 28 de fevereiro durante apresentação da cantora na casa de shows Monte Líbano, em São Paulo.

## Faixas
| Download digital |                                                           |                                  |         |  |
| N.º              | Título                                                    | Compositor(es)                   | Duração |  |
| 1.               | "Você Partiu Meu Coração" (part. Anitta e Wesley Safadão) | Umberto Tavares Jefferson Junior | 3:26    |  |

## Desempenho nas tabelas musicais
| Tabela musical (2017)                                       | Melhor posição |
| ----------------------------------------------------------- | -------------- |
| Brasil (Billboard Brasil Hot 100 Airplay)                   | 21             |
| Brasil (Billboard Brasil Hot Pop & Popular)                 | 1              |
| Brasil (Billboard Brasil Regional Belo Horizonte Hot Songs) | 9              |
| Brasil (Billboard Brasil Regional Brasília Hot Songs)       | 3              |
| Brasil (Billboard Brasil Regional Fortaleza Hot Songs)      | 7              |
| Brasil (Billboard Brasil Regional Goiânia Hot Songs)        | 9              |
| Brasil (Billboard Brasil Regional Porto Alegre Hot Songs)   | 1              |
| Brasil (Billboard Brasil Regional Recife Hot Songs)         | 2              |
| Brasil (Billboard Brasil Regional Rio de Janeiro Hot Songs) | 1              |
| Brasil (Billboard Brasil Regional Salvador Hot Songs)       | 2              |
| Brasil (Billboard Brasil Regional São Paulo Hot Songs)      | 1              |
| Bolívia (Monitor Latino)                                    | 18             |
| Portugal (AFP)                                              | 21             |

| Tabela musical (2016)                     | Melhor posição |
| ----------------------------------------- | -------------- |
| Brasil (Billboard Brasil Hot 100 Airplay) | 40             |

## Versão de Maluma
"Corazón" é uma canção do artista musical colombiano Maluma, com o artista musical brasileiro Nego do Borel. É um remix da canção "Você Partiu Meu Coração" de Nego do Borel e foi lançado em 3 de novembro de 2017, como single principal do terceiro álbum de estúdio de Maluma, F.A.M.E. (2018). Foi escrito por Maluma, Romeu R3, Bryan Lezcano, Kevin Jimenez, Jefferson Junior e Umberto Tavarez, e foi produzido por Rude Boyz, Umberto Tavares, Maozinha e Carlos Lago da Costa. O single alcançou o número oito na parada da Billboard Hot Latin Songs.

### Antecedentes e lançamento
Em 21 de abril de 2017, Maluma lançou o primeiro single "Felices los 4" de seu terceiro próximo álbum de estúdio X. No entanto, o nome do álbum foi alterado e seu single principal tornou-se "Corazón". Mais tarde, confirmou-se que a música não será incluída no álbum.
Em 30 de outubro de 2017, Maluma revelou, através das mídias sociais, o nome e a data de lançamento de "Corazón", que deveria ser lançado em 3 de novembro de 2017. O post continha um coração com uma fenda não iluminada no centro, que nos dias que antecederam o lançamento do single, iluminaria ainda mais até que ele finalmente mostrasse um coração completamente iluminado e quebrado.

### Desempenho comercial
Nos Estados Unidos, "Corazón" estreou no número 92 na Billboard Hot 100 em 13 de janeiro de 2018, marcando a terceira entrada de Maluma e a primeira entrada de Borel e se tornando a vigésima quinta entrada de um artista brasileiro no gráfico.

### Videoclipe
O videoclipe de "Corazón" estreou em 8 de dezembro de 2017 na conta Vevo do Maluma no YouTube. Foi dirigido por Jessy Terrero e filmado em São Paulo, Brasil. Ronaldinho Gaúcho faz uma aparição no vídeo. O videoclipe tem mais de 1,1 bilhão de visualizações no YouTube desde junho de 2018.

### Faixas
| Digital download |                                     |                                                         |         |  |
| N.º              | Título                              | Producer(s)                                             | Duração |  |
| 1.               | "Corazón" (featuring Nego do Borel) | Rude Boyz Umberto Tavares Maozinha Carlos Lago da Costa | 3:04    |  |

### Desempenho nas paradas musicais
| Tabela musical (2017)                           | Melhor posição |
| ----------------------------------------------- | -------------- |
| Argentina (Monitor Latino)                      | 1              |
| Bolívia (Monitor Latino)                        | 3              |
| Chile (Monitor Latino)                          | 5              |
| Colômbia (National-Report)                      | 4              |
| Costa Rica (Monitor Latino)                     | 8              |
| Equador (Monitor Latino)                        | 1              |
| Equador (National-Report)                       | 1              |
| El Salvador (Monitor Latino)                    | 8              |
| Espanha (PROMUSICAE)                            | 6              |
| Estados Unidos (Billboard Hot 100)              | 87             |
| Estados Unidos (Billboard Hot Latin Songs)      | 5              |
| Estados Unidos (Billboard Hot Latin Airplay)    | 1              |
| Estados Unidos (Billboard Latin Rhythm Airplay) | 1              |
| Guatemala (Monitor Latino)                      | 7              |
| Honduras (Monitor Latino)                       | 11             |
| México (Monitor Latino)                         | 1              |
| México (Billboard Mexico Airplay)               | 1              |
| Panamá (Monitor Latino)                         | 12             |
| Paraguai (Monitor Latino)                       | 4              |
| Peru (Monitor Latino)                           | 4              |
| Portugal (AFP)                                  | 61             |
| Suíça (Schweizer Hitparade)                     | 83             |
| Uruguai (Monitor Latino)                        | 3              |
| Venezuela (National-Report)                     | 39             |

| Chart (2018)               | Posição |
| -------------------------- | ------- |
| Argentina (Monitor Latino) | 6       |

## Vendas e certificações
| Região | Certificação | Vendas   |
| --- | ------------ | -------- |
| Espanha (PROMUSICAE) | 2× Platina   | 80,000^  |
| Estados Unidos (RIAA) | 11× Platina  | 660,000‡ |
| Itália (FIMI) | Ouro         | 25,000‡  |
| Polônia (ZPAV) | Ouro         | 10,000*  |
| *números de vendas baseados somente na certificação ^distribuições baseadas apenas na certificação ‡vendas+valores de streaming baseados somente na certificação |              |          |

## Outras versões
A cantora estadunidense Alma Thomas gravou uma versão em inglês da canção, "Broke My Heart In Two".